# American McGee

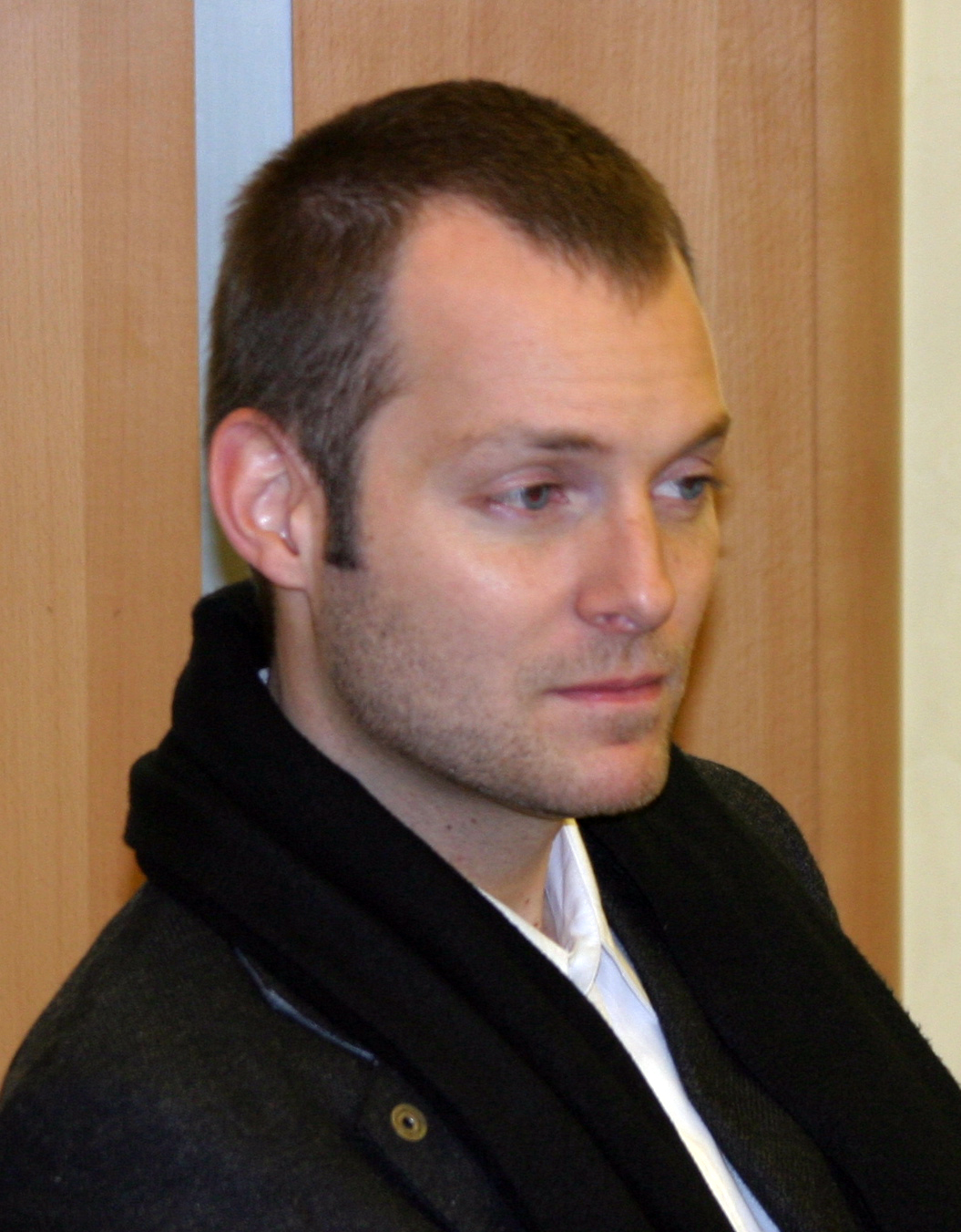
American McGee (2004)

American James McGee (* 13. Dezember 1972 in Dallas, Texas) ist ein US-amerikanischer Game Designer.

## Leben
Nach seinem Namen befragt, antwortete er: „Meine Mutter rauchte Hasch. Sie war ein Hippie. Ich bin mir nicht sicher, wie ich es sonst ausdrücken sollte.“ Auf seiner Webseite schreibt er außerdem: „Sie behauptet, eine ihr vom College bekannte Frau, die ihre Tochter ’America’ nannte, inspirierte sie zu diesem Namen. Sie sagte mir auch, dass sie daran dachte, mich ’Obnard’ zu nennen. Sie war schon immer eine sehr exzentrische und kreative Person.“
Nach eigenen Angaben begann sich McGee mit elf oder zwölf Jahren für Computer zu interessieren. Er verließ die High School mit 17 Jahren vorzeitig und arbeitete bis zum Alter von 20 Jahren als Automechaniker. Er wurde schließlich von John Carmack entdeckt und beim Entwickler id Software angestellt. Dort war McGee Leveldesigner und Teil der Entwicklerteams von Computerspielen wie Doom und Doom 2: Hell on Earth sowie Quake und Quake II.
Nach seiner Entlassung bei id Software bekam McGee 1998 ein Angebot beim Publisher Electronic Arts bzw. dessen Studio Maxis. Aus dieser Zeit stammen auch die Kontakte zu Rogue Entertainment, aus denen letztendlich American McGee’s Alice entstand, seine erste eigene Entwicklungsarbeit. Das Spiel basiert auf der Kindergeschichte Alice im Wunderland von Lewis Carroll, verpasst dem Szenario jedoch einen düsteren, bedrohlichen Aspekt und wurde daher auch als twisted fairy tale (deutsch: verdrehtes Märchen – das Adjektiv 'twisted' kann auch 'pervers' oder 'abartig' bedeuten) bezeichnet.
Nach seinem Abschied von EA gründete McGee das Unternehmen The Mauretania Import Export Company (TMIEC) und arbeitete als Creative Director für Enlight Software sowie Music Video Director für Radical Media. Für Enlight stand er als ausführender Produzent dem Entwicklerstudio Mercury Steam Entertainment bei American McGee presents Scrapland zur Seite. Anschließend entwickelte er mit Enlight den Titel Bad Day L.A. In Zusammenarbeit mit Atari arbeitete McGee an einer weiteren twisted fairy tale in der Märchenwelt Oz. Aufgrund von Finanzierungsproblemen seitens Ataris wurde American McGee’s Oz jedoch wieder eingestellt.
McGee zog schließlich nach Shanghai, wo er das Entwicklerstudio Spicy Horse gründete. Mit seinem neuen Studio entwickelte er in der Tradition der twisted fairy tales für den Onlinedistributor Gametap den Episoden-Titel American McGee’s Grimm. 2011 erarbeitete er mit Spicy Horse für Electronic Arts einen Nachfolger zu American McGee’s Alice mit dem Titel Alice: Madness Returns.
Am 4. August 2013 konnte dank der Seite Kickstarter.com McGee’s aktuelles Werk "Alice: Otherlands", eine 3D-animierte Kurzfilmreihe, erfolgreich finanziert werden. Sie sollte bis Dezember 2014 fertiggestellt werden.

## Werke
- 2000: American McGee’s Alice
- 2004: American McGee presents: Scrapland
- 2006: American McGee presents: Bad Day L.A.
- 2008: American McGee’s Grimm
- 2011: Alice: Madness Returns